# Readymades belong to everyone
Les ready-made appartiennent à tout le monde
Readymades belong to everyone est un projet d'exposition créé en 1987 à New York.

## Concept
L'artiste français Philippe Thomas (1952-1995) transforme l'espace de la Cable Gallery de New York en décembre 1987 en une agence de relations publiques qu'il dénomme readymades belong to everyone®. Il adapte ainsi le mode de production de l'art aux méthodes de la publicité. Tous les aspects de la création, de l'exposition et de la diffusion d'une œuvre d'art (l'œuvre elle-même, l'artiste, le public, les galeries, les musées, etc.) sont communiqués et présentés par l'agence, en mettant l'accent sur les objectifs commerciaux.
En septembre 1988, à la galerie Claire Burrus, la branche française de l'agence est lancée : Les ready-made appartiennent à tout le monde®. Comme le disait Philippe Thomas par l'intermédiaire de son alter ego fictif, l'artiste Laura Carpenter : « Après tout, il n'est pas difficile d'imaginer qu'un art qui a rejeté l'obligation de représenter le monde pourrait également rejeter l'obligation de représenter un auteur ».
Ce projet d'exposition s'est déplacé ensuite, notamment en 1994 au musée d'Art moderne et contemporain de Genève et, en 1995, au musée d'Art contemporain de Barcelone.